# ویکتور تیومنف
ویکتور تیومنف (انگلیسی: Viktor Tyumenev; ۱ ژوئن ۱۹۵۷ – ۲ اوت ۲۰۱۸) بازیکن هاکی روی یخ اهل اتحاد جماهیر شوروی سوسیالیستی بود.